# هربرت باجاني
هربرت أفراهام هاجياج باجاني (بالإيطالية: Herbert Pagani)‏ (25 أبريل 1944 في طرابلس – 16 أغسطس 1988 في بالم سبرينغز، كاليفورنيا) كان فنان وموسيقي إيطالي.

## السيرة
ولد باجاني في عائلة يهودية في ليبيا بعد فترة وجيزة من كونها إدارة مستعمرة إيطالية. قضى طفولته ومراهقته بين إيطاليا وألمانيا وفرنسا. لقد دفعه هذا التجوال الغير متوقف حول الثقافات المختلفة إلى البحث عن لغة شخصية تمكنه من التعبير عن نفسه بشكل غير لفظي وبدأ الرسم.
في عام 1964، أقام باجاني، وهو في العشرين من عمره، معرضه الأول في معرض بيير بيكارد في مدينة كان، حيث عرض مجموعة من رسومات الحبر الهندي والنقوش. كتب الشاعر الفرنسي جان روسيلو تقييمًا متحمسًا في بلانيت، واصفًا باجاني بأنه «صاحب رؤية عمره 20 عاما». كان من بين أول هواة جمع التحف الإيطاليين جورجيو سوافي وفيديريكو فليني وبرناردينو زابوني ومجموعة أوليفيتي. بعد ذلك بوقت قصير، تمت دعوته للمساهمة بسلسلة من الرسومات لمراجعة Planète التي حررها جاك بيرجي ولويس باولز، ليصبح واحدًا من أصغر دعاة الواقعية الرائعة. في عام 1965، وضح باجاني كتب فانتاركا لجوزيبي بيرتو (ريزولي)، وشجاع العالم الجديد لألدوس هكسلي (نادي أميس دو ليفر).
بالتوازي مع الفن، سعى باجاني إلى الاهتمام بالموسيقى. لقد صدر أول ألبوم إيطالي له في عام 1967. وفي عام 1969، وبعد يوم من انقلاب العقيد معمر القذافي، اقتحمت الشرطة الليبية منزل عائلة باجاني في طرابلس. تم تدمير 150 لوحةً فنية ورسومات. لقد صدر ألبومه الفرنسي الأول، الذي يؤرخ تلك الأحداث، في عام 1970. صمم باجاني أغلفة تسجيلاته والتصاميم المسرحية لعروضه.
في عام 1971، أقام باجاني معرضًا منفردًا في مسرح المدينة (بالفرنسية: Théâtre de la Ville) في باريس يُسمى حفلة إيطاليا الموسيقية (بالإيطالية: Concerto d'Italie) حيث قدم عرضًا داخل رسوماته المعروضة على شاشة كبيرة بواسطة Laser Graphics Group. كان هذا هو أول معرض عرض شرائح في أوروبا. ولكون باجاني مهتمًا بالتحقيق في الارتباط بين جميع التقنيات التي كان سيختبرها، فقد أعلن بالفعل في عام 1965 أن «النقش على الحجر، أو الفينيل، هو نفس الشيء. والأهم من ذلك هو تحديد المنطقة العقلية والعاطفية للفرد بكل الوسائل المتاحة».
في عام 1973، استخدم باجاني لقطات وثائقية وفرتها شركة التليفزيون الإيطالية لإنتاج وإخراج كتيب سينمائي مدته 27 دقيقة بعنوان Venise، amore mio والذي عرّفته اليونسكو بأنه «أفضل وسيلة معلومات عن الأخطار التي تحيط يالبندقية وبحيرتها». بث التلفزيون الفرنسي الفيلم مرتين، على قناة أنتين 2.
في عام 1975، ألف باجاني الموسيقى وتصميم المسرح الذي تم إعداده لميغالوبولس وهي أوبرا شانلة مبنية على أساس Medioevo Prossimo Venturo (العصور الوسطى المستقبل القريب) مع ليبريتو لعالم المستقبل الإيطالي روبرتو فاكا. ومن أجل تمثيل الازدحام والانهيار لأنظمة الطاقة كما وصفها عالم المستقبل الإيطالي، شرع باجاني في استنساخ لآلاف الصور من الحضارة الحديثة باستخدام أول جهاز نسخ مزدوج اللون من نوع Rank Xerox تم تثبيته في فرنسا وإيطاليا. تم تصوير «الصور الشعاعية» التي تم تجميعها على لوحات كبيرة وعرضها وتحريكها في عروض متعددة الصور على شاشات عملاقة. تم اختيار ميغالوبولس من قبل وزارة الثقافة الفرنسية لإعادة افتتاح قصر شايلو في تروكاديرو. تم عرضها لاحقًا في مهرجان العالمين في سبوليتو. في عام 1976 حصل على الجائزة الكبرى لأكاديمية تشارلز كروس.
في عام 1977، جرب باجاني التجريد ومعظم تجاربه كانت باستخدام مواد تركيب الفيديو التي ابتكرها مهندس الإلكترونيات الفرنسي مارسيل دوبوي. ومع اهتمامه الشديد بالتكنولوجيا، لم يمتنع باجاني مطلقًا عن استخدام الورق وأقلام الرصاص والدهانات والفرش. ولتأثره بالحركة الفنية الإيطالية آرتي بوفيرا بدأ العمل مع المواد المهملة التي كان يجمعها من الشواطئ والمكبات في جميع أنحاء أوروبا. عُرضت تماثيله، المصنوعة في الغالب من الأحذية القديمة، في مركز إنترنازيونالي دي بريرا وميلانو وقصر دايامانتي بفيرارا.
مات باجاني بسبب ابيضاض الدم، عن 44 عامًا في بالم سبرينغس. دفن باجاني في مقبرة تل أبيب كيريات شاؤول. توجد لوحة تذكارية للاحتفال بحياته مثبتة بشكل دائم في بورتوفينو، على الطريق المؤدي إلى منزله.

## قائمة المراجع
- Arturo Schwartz, Herbert Pagani: la scrittura della vita, Macef, Milan, 1991.
- Paolo Levi, Aldo Spirito, Philippe Fresco, Herbert Pagani: Oeuvres 1963-1986, Spazio Skema, Rome, 1986.

## ديسكغرفي
- 1967: Una sera con Herbert Pagani (Pressing Press)
- 1969: Amicizia (Mama، RPLP-001)
- 1973: Megalopolis (Mama, RPLP-002)
- 1975: Ballate dal Marco Visconti (RCA، TPL1-1155)
- 1976: Palcoscenico (RCA، TPL-1-1225)

## روابط خارجية
- هربرت باجاني على موقع IMDb (الإنجليزية)
- هربرت باجاني على موقع ميوزك برينز (الإنجليزية)
- هربرت باجاني على موقع أول ميوزيك (الإنجليزية)
- هربرت باجاني على موقع ديسكوغز (الإنجليزية)
- هربرت باجاني على موقع قاعدة بيانات الفيلم (الإنجليزية)

- (بالإيطالية) هربرت باجاني
- (بالفرنسية) Quelques titres à écouter
- (بالفرنسية) هربرت باجاني
- (بالإيطالية) و (بالفرنسية) http://www.megalopolis.it/old (الصفحة القديمة)
- (بالإيطالية) و (بالفرنسية) http://www.megalopolis.it (صفحة جديدة)